# Janez Cigler
Janez Cigler, slovenski pisatelj, pesnik in duhovnik, * 7. maj 1792, Vodmat pri Ljubljani, † 11. april 1867, Višnja Gora.

## Življenje
Rodil se je 7. maja v Udmatu (danes Vodmatu) pri Ljubljani. Pri hiši se je po domače reklo »pri Županu« oziroma »pri Španu«. Šolati se je začel leta 1804 v Ljubljani in po desetih letih končal bogoslovje. Njegov oče je bil Andrej Ceglar, mati Margareta (rojena Skatinka). Ker je bil leta 1814 še premlad za posvetitev v duhovnika, je šel za leto dni na neko podeželsko graščino, kjer je opravljal delo domačega učitelja. Ko so ga leta 1815 posvetili za duhovnika, je moral zaradi pomanjkanja duhovnikov takoj v službo in je kot kaplan služboval v Kolovratu, Dobu, Škocjanu pri Dobravi, Šempetru v Ljubljani in v Dolenjskih Toplicah. 1823 leta je postal kaznilniški kurat na Ljubljanskem gradu in to službo opravljal do leta 1832. Grad je bil tisti čas predvsem ječa za politične jetnike, med njimi tudi za italijanske karbonarje. Cigler se je tako med delom v gradu naučil italijanščine, hkrati pa se je navzel nekaterih pogledov in misli, ki v tistem času niso bile najbolj spoštovane. Oblasti mu zato niso bile več naklonjene in v tej nenaklonjenosti je najbrž mogoče videti tudi vzrok, da se Cigler kljub svoji poklicni sposobnosti vse do smrti ni uspel premakniti iz Višnje Gore, kjer je dobil službo 1832 leta. Umrl je spomladi leta 1867, pokopan je v Višnji Gori, za nagrobni spomenik pa si je že vnaprej sam sestavil epitaf:
"Tukaj trupla prah počiva,

Duša tam plačilo vživa,

Kličem milo 'z temne jame:

Moli, o prijatelj, za-me!"
Vse življenje je Cigler tudi veliko potoval, in sicer je bil v Franciji, Italiji, Nemčiji in na Balkanu. Poleg tega je kmetoval na farnem posestvu in se kar naprej učil novih jezikov, in sicer nemščine, latinščine, francoščine, italijanščine, ruščine, srbohrvaščine in angleščine, s katero se je ukvarjal šele proti koncu svojega življenja. 
Cigler se je deloma šolal v času francoske zasedbe naših pokrajin in se je zato že v srednji šoli poleg nemščine, latinščine in grščine učil tudi francoščino. Kasneje se je učil in pa večinoma tudi naučil še ruščino, srbohrvaščino, češčino, angleščino in madžarščino. Za domačo slovenščino pa ga je v ilirskih šolah navdušil njegov takratni učitelj Valentin Vodnik. Cigler je Vodnikove pesmi znal na pamet do konca življenja. Pisanja pesmi se je lotil tudi Cigler sam in pri njegovih pesniških izdelkih je opazno zgledovanje po Vodniku. Izmed vplivov nanj velja izpostaviti še župnika Matevža Ravnikarja ter župnika Janeza Bedenčiča. Ko se je družil z Bedenčičem, se je tudi povečalo njegovo veselje do slovenskega jezika.    

## Delo
Leta 1824 je Cigler skupaj z invalidsko upokojenim duhovnikom Andriolijem in Ignacijem Holzapflom nameraval izdajati literarno in strokovno revijo Slavinja. Načrt mu je že skoraj uspelo uresničiti, vendar je na koncu zaradi nekaterih ljubljanskih spletk dunajska državna uprava prošnjo za izdajanje te revije zavrnila. 
V tem času je začel tudi sistematično književno delovati. Na začetku svojega delovanja (v 20. in 30. letih 19. stoletja) se je loteval nabožnih spisov in spisov, ki so bili potrebni za cerkveno rabo. V glavnem je šlo za prirejena besedila, le delno za izvirna. Med Ciglerjeve nabožne spise in spise potrebne za cerkveno rabo spadajo naslednja besedila: Molitve za bolnike (1828), knjigo Štiri poslednje reči ali premišljevanje Smrti, Sodbe, Pekla in Nebes (1831), molitvenika Mašne bukvice (1832) in Duhovni studenec (1835), navodila za krščansko in trezno življenje  Dober nauk ali Kratko podučenje se časne in večne nesreče obvarvati (1832) in Kratki nauki za vsakega človeka (1835), religiozna povest Življenje svete Heme (1839), Sveti križev pot s podobami. Pisal je tudi o slovenskih književnih novostih, M. Hofmanu, Baragi (s prevodom njegovih pisem je ustvaril novo panogo slovenske misijonsko-agitatorične literature), naravoslovju, gospodarstvu, splošni in lokalni zgodovini, lokalni in splošni politiki in jezikovnih posebnostih. 
V mlajših letih je tudi pesnil. Najprej je v Kranjski čbelici (1831, 1832) objavil nekaj basni in dve pripovedni pesmi (Plahta na dvoje, Dozdevna smrt), za kateri je snov črpal iz ljudskega izročila. Obe pesmi sta baladno uglašeni. 
Vendar bolj kot po vsem tem poznamo Ciglerja kot avtorja prve slovenske povesti z naslovom Sreča v nesreči ali Popisovanje čudne zgodbe dveh dvojčkov, ki je prvič izšla leta 1836. Povest je po prvem natisu doživela še dva dotisa (1838 in 1840).
Cigler se je v naslednjih dveh desetletjih po Sreči v nesreči največ ukvarjal s strokovno publicistiko in objavil (v prvi vrsti v Bleiweisovih Kmetijskih in rokodelskih novicah) lepo število najrazličnejših poučnih spisov z različnih strokovnih področij, npr. zgodovine, kmetijstva, naravoslovja itd.; poleg tega je objavil nekaj kratkočasnic in poučnih prigodb. V zadnjem desetletju svojega življenja se je vrnil k povesti. K temu ga je verjetno pripeljalo pozitivno javno mnenje o Sreči v nesreči (Levstik). Da v njem ni bilo večjih pripovednih premikov, je zgovoren dokaz povest Deteljica ali življenje treh kranjskih bratov francoskih soldatov (1863), s katero je skušal obnoviti pripovedni model, ki ga je uresničil s Srečo v nesreči. Podobno velja za priredbo povesti nemškega pisatelja z naslovom Kortonica, koroška deklica (1866).

## Življenje svete Heme
Sveta Hema se je rodila očetu Engelbertu in materi Juti. Straši so Hemo vzgajali v krščanskem nauku. Ko je malo odrasla, jo je oče poslal k cesarici Kuni, pri kateri se je Hema utrdila v pobožnosti, naučila pa se je tudi kuhati, šivati in presti. Čez čas se je Hema poročila z grofom Wilhelmom, ki je bil dober, pravičen in pobožen mož. Njun zakon je bil srečen, veliko sta hodila v cerkev in rada revežem pomagala. Močno sta si tudi želela otrok in kmalu sta se jima rodila dva sinova, ki jima je bilo ime Wilhelm in Hartvik. Njuna sreča je bila popolna. Vendar ta sreča ni trajala dolgo. Hema in Wilhelm sta imela v lasti jame, v katerih so kopači kopali zlato in srebrno rudo. Ti kopači pa so živeli pohujšljivo in malopridno. Nekega dne so napadli nekega očeta in njegovo hčer Marjeto. Ko sta za to izvedela mlada grofa Wilhelm in Hartvik, sta kopača, ki je bil odgovoren za to, kaznovala. Zaradi tega so kopači mladima grofoma obljubili maščevanje in pripravili hudoben načrt. Ko sta mlada grofa prinesla kopačem plače, so ju kopači prebrisano odpeljali v jamo in ju tam ubili. Ko sta Hema in Wilhelm izvedela, kdo je odgovoren sta smrt njunih sinov, je Wilhelm nad kopače poslal celo vojsko, da bi se jim maščeval. Njegovo maščevanje je bilo uspešno, saj je pobil vse kopače. Ko pa se je zavedel, da so zaradi njegovega dejanja otroci kopačev izgubili očete, je svoje dejanje obžaloval. Da bi si pridobil odpuščanje, se je odpravil na božjo pot v Rim. Iz Rima se več ni vrnil, saj je med potovanjem nazaj zelo oslabel in umrl. Hemo je njegova smrt zelo prizadela in se je zaradi tega odločila, da se bo popolnoma posvetila Bogu in dala vse svoje premoženje v božje namene. S tem si je pridobila spoštovanje vseh ljudi in ko je umrla, so njen grob še leta po njeni smrti obiskovali ljudje iz bližnjih in daljnih krajev.

## Kortonica, koroška deklica
V vasi Borovlje se je Andreju in Hemi rodila hči z imenom Kortona, ki je bila zelo nagajiva in neposlušna. Rada je hodila po gostilnah in zapravljala očetov in mamin denar. Poleg tega se je zapletla v razmerje s sosedom Janezom Garispolijem. Sad tega razmerja je bila hčerka z imenom Kortonica. Kmalu po rojstvu je Janez zapustil Kortono in svojo hčerko, zato si je Kortona našla novega moškega, ki mu je bilo ime Anton Findelj. Anton je tako kot Kortona rad zapravljal denar in tako sta kmalu ostala brez vsega premoženja. Ko je prišlo tako daleč, da sta morala zapustiti domačo hišo, sta se odločila, da bosta odšla med cigane. Življenje v ciganski družbi jima ni bilo všeč, zato sta se odločila, da jo bosta zapustila in si poiskala pošteno službo. Ovira pri iskanju službe jima je bila Kortonica, zato sta jo dala v rejo Primožu in Marti. Obema se je Kortonica prikupila in imela sta jo zelo rada. Primož jo je tudi poslal v šolo, kjer se je pridno učila in postala najboljša učenka. Ko je končala šolanje in se vrnila domov, so jo zaradi njene pridnosti in poštenosti nekateri člani družine začeli sovražiti. Prizadevali so si, da bi jo čim prej spravili od hiše. Na koncu jim je to tudi uspelo in Kortonica je morala zapustiti hišo, v kateri je preživela toliko lepih trenutkov. Po odhodu od Primoževih je dobila službo pri neki gospe, ki je z njo zelo grdo ravnala, zato jo je Kortonica po enem letu zapustila in šla iskat drugo službo. Novo službo je našla pri neki baronici. Ko se je z baronico vozila proti svojemu novemu domu, je na ladji spoznala gospoda, ki je prosil baronico, če sme namesto nje vzeti Kortonico v službo. Baronica je privolila in tako je Baronica lahko odšla z gospodom in začela pri njem delati. Kmalu se je izkazalo, da je ta gospod Kortoničin oče. Ker je oče želel le najboljše za svojo hčerko, ji je našel dobrega moža, v katerega se je Kortonica takoj zaljubila in se z njim tudi poročila. Na dan svoje poroke je po dolgih letih tudi našla svojo mater in njena sreča je bila popolna.

### Nabožni spisi in spisi za cerkveno rabo
- Molitve za bolnike (1828) (COBISS)
- Štiri poslednje reči ali premišljevanje Smrti, Sodbe, Pekla in Nebes (1831) (COBISS)
- Mašne bukvice (1832) (COBISS)
- Dober nauk ali Kratko podučenje se časne in večne nesreče obvarvati (1832) (COBISS)
- Duhovni studenec (1835) (COBISS)
- Kratki nauki za vsakega človeka (1835) (COBISS)
- Sveti križev pot s podobami

### Povesti
- Sreča v nesreči (1836) (COBISS)
- Življenje svete Heme (1839) (COBISS)
- Deteljica ali življenje treh kranjskih bratov francoskih soldatov (1863) (COBISS)
- Kortonica, koroška deklica (1866) (COBISS)